# Гундинці
Гундинці (хорв. Gundinci) — населений пункт і громада в Бродсько-Посавській жупанії Хорватії.

## Населення
Населення громади за даними перепису 2011 року становило 2027 осіб.
Динаміка чисельності населення громади:

## Клімат
Середня річна температура становить 11,14 °C, середня максимальна – 25,46 °C, а середня мінімальна – -5,99 °C. Середня річна кількість опадів – 725 мм.
| Клімат поселення                              | Клімат поселення | Клімат поселення | Клімат поселення | Клімат поселення | Клімат поселення | Клімат поселення | Клімат поселення | Клімат поселення | Клімат поселення | Клімат поселення | Клімат поселення | Клімат поселення | Клімат поселення |
| Показник                                      | Січ.             | Лют.             | Бер.             | Квіт.            | Трав.            | Черв.            | Лип.             | Серп.            | Вер.             | Жовт.            | Лист.            | Груд.            |                  |
| Середній максимум, °C                         | 5,95             | 8,20             | 12,79            | 17,30            | 22,49            | 25,46            | 25,34            | 24,98            | 21,03            | 15,57            | 9,60             | 5,60             |                  |
| Середня температура, °C                       | −0,02            | 2,20             | 6,80             | 11,32            | 16,54            | 19,50            | 21,20            | 20,84            | 16,90            | 11,40            | 5,50             | 1,47             |                  |
| Середній мінімум, °C                          | −5,99            | −3,76            | 0,81             | 5,40             | 10,57            | 13,50            | 17,10            | 16,73            | 12,79            | 7,30             | 1,40             | −2,7             |                  |
| Норма опадів, мм                              | 47               | 44               | 45               | 55               | 65               | 93               | 69               | 63               | 53               | 63               | 70               | 58               |                  |
| Середньомісячна швидкість вітру, м/с          | 1.94             | 2.20             | 2.50             | 2.40             | 2.17             | 2.00             | 2.00             | 1.80             | 1.79             | 1.81             | 1.90             | 2.00             |                  |
| Середньомісячна сонячна радіація, кДж/м²·день | 4372             | 7053             | 11001            | 15459            | 19325            | 21326            | 22270            | 20578            | 15099            | 9396             | 4922             | 3613             |                  |
| --------------------------------------------- | ---------------- | ---------------- | ---------------- | ---------------- | ---------------- | ---------------- | ---------------- | ---------------- | ---------------- | ---------------- | ---------------- | ---------------- | ---------------- |
| Джерело:                                      |                  |                  |                  |                  |                  |                  |                  |                  |                  |                  |                  |                  |                  |